# Long Beach (Indiana)
Pour les articles homonymes, voir Long Beach.
Long Beach est une municipalité américaine située dans le comté de LaPorte en Indiana. Lors du recensement de 2010, sa population est de 1 179 habitants.

## Géographie
Long Beach se trouve dans une région de dunes et de marais sur la rive sud du lac Michigan, dans le nord de l'Indiana.
Selon le Bureau du recensement des États-Unis, la municipalité s'étend en 2010 sur une superficie de 3,15 mille carré (8,16 km2) dont 2,09 milles carrés (5,41 km2) d'étendues d'eau.

## Histoire
Après la Première Guerre mondiale, des promoteurs immobiliers cherchent à construire des résidences d'été dans cette région de dunes à l'est de Michigan City. La Long Beach Company est fondée en 1918 et des premiers lots sont dessinés puis vendus l'année suivante,. De nombreux habitants des banlieues de Chicago s'y installent, certains de manière permanente durant la Grande Dépression. Long Beach devient une municipalité le 5 juillet 1921.
L'architecte John Lloyd Wright déménage à Long Beach en 1924 et y construit plusieurs bâtiments dans style Prairie School et/ou international, dont sa maison Studio Court, l'école et l'hôtel de ville,. Parmi ses réalisations, trois sont inscrites au Registre national des lieux historiques :
- la Hoover-Timme House, construite en 1929 par Wright dans un style prairie[5] ;
- la John and Isabel Burnham House (ou Pagoda House), construite en 1934 dans un mélange de style prairie et international[6] ;
- la Lowell Jackson House (ou House of Tile), construite en 1938 dans un style international[7].

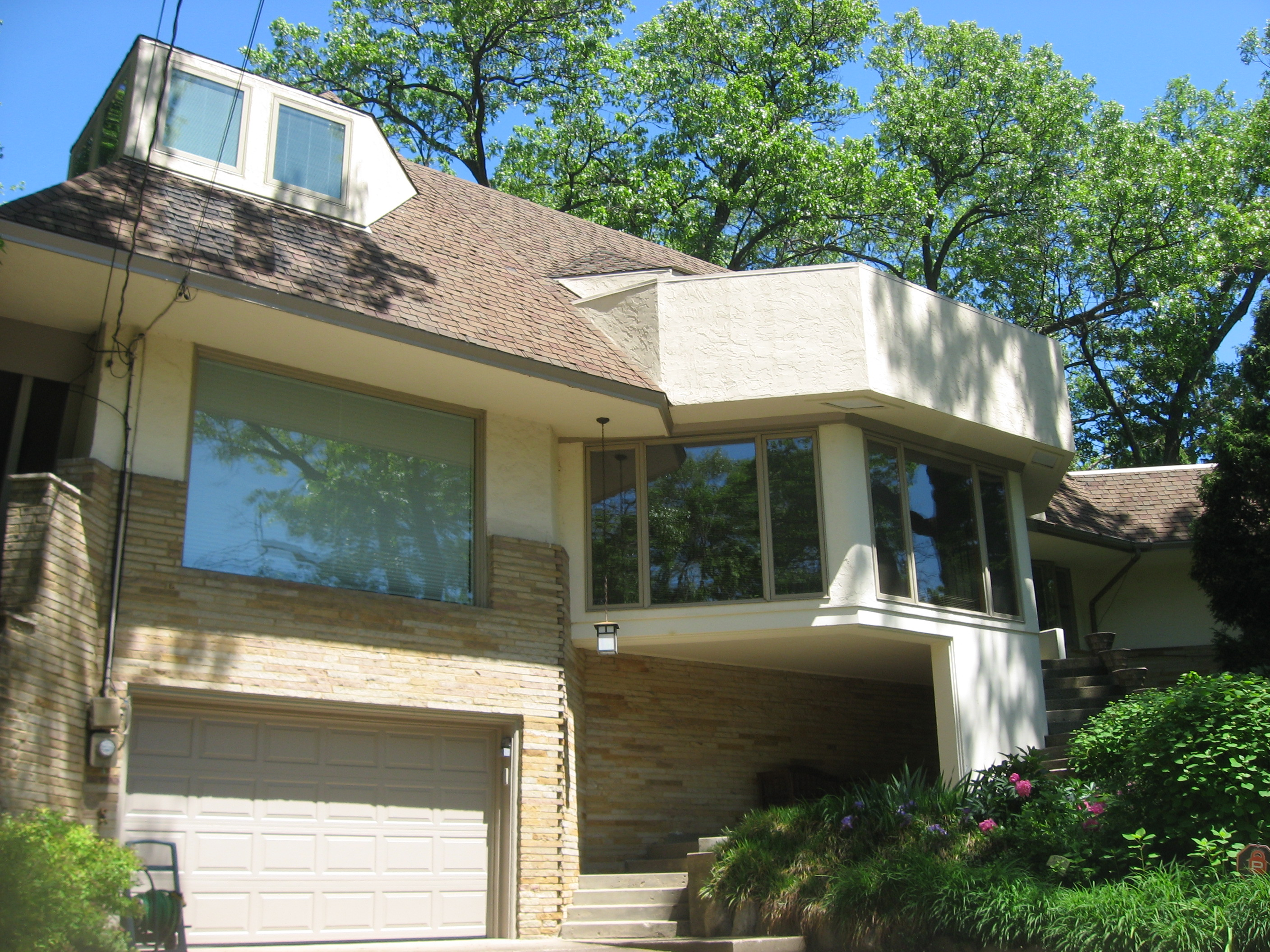
Hoover-Timme House
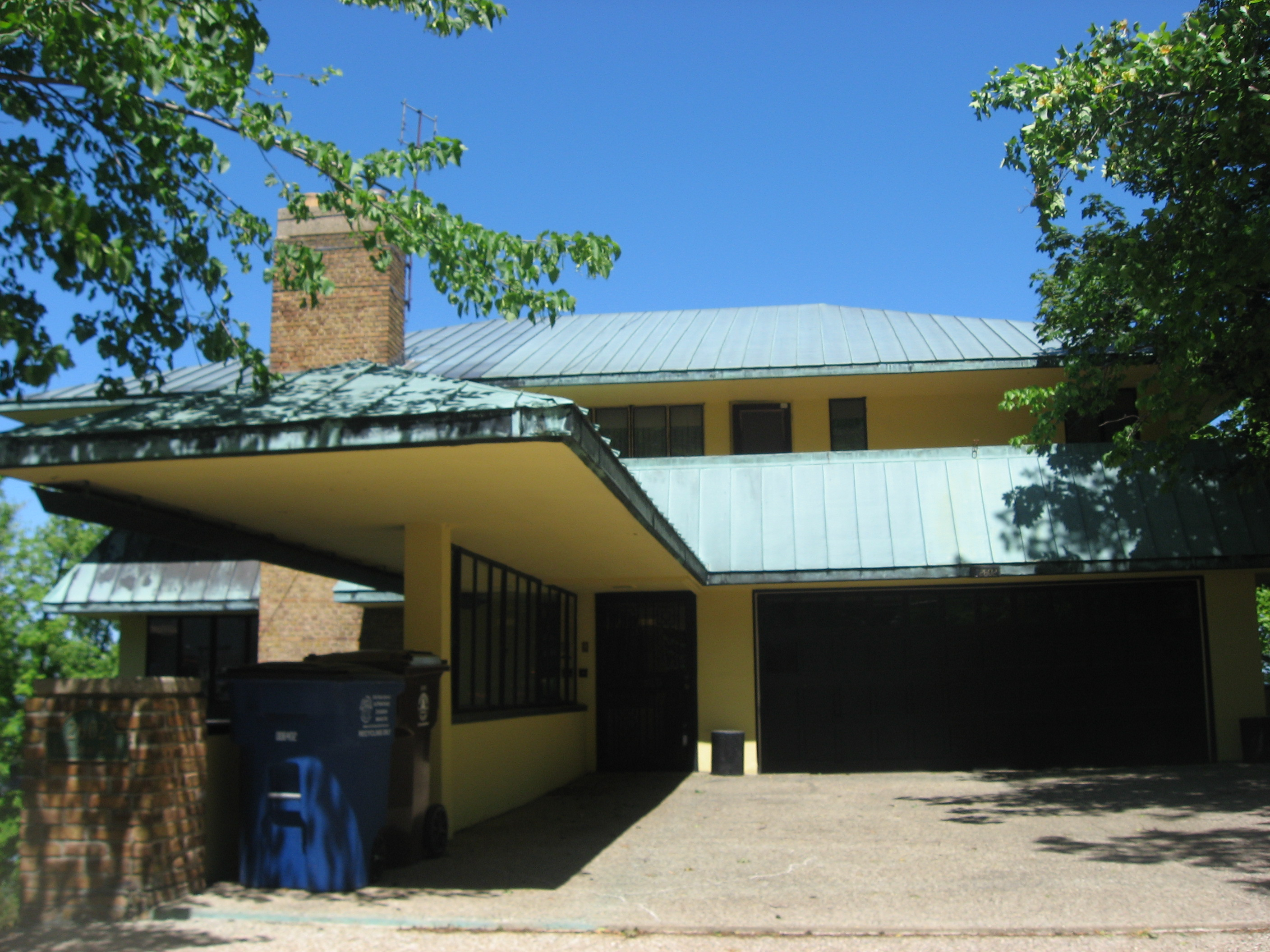
Burnham House
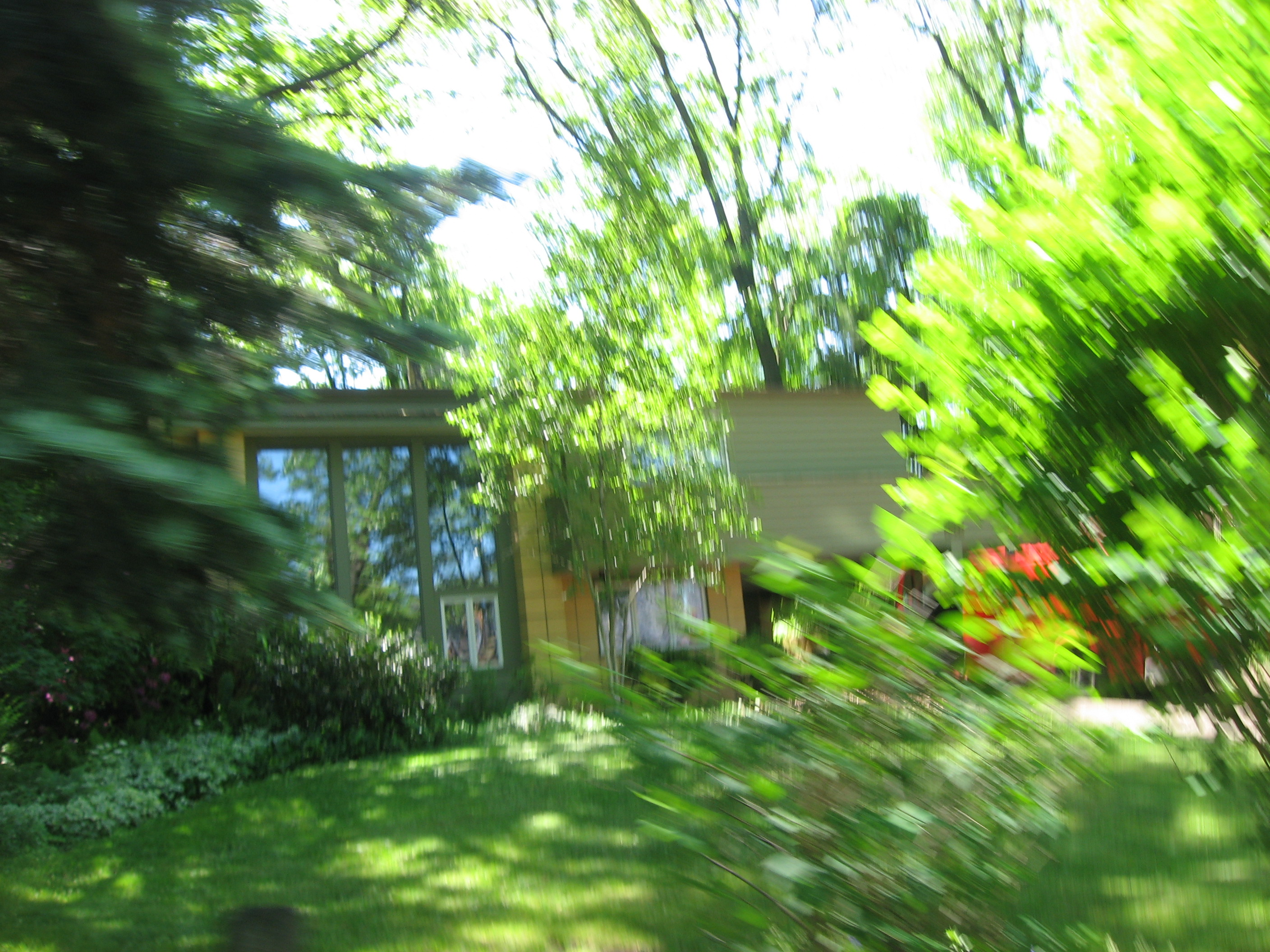
Jackson House